# Gerd Roggensack
Gerd Roggensack (* 5. Oktober 1941 in Güstrow, Mecklenburg; † 17. April 2024) war ein deutscher Fußballspieler und ‑trainer.

## Karriere

### Spieler
Gerd Roggensack begann seine Fußballkarriere als Stürmer beim FC Stukenbrock und spielte von 1955 bis 1962 für den VfJ 08 Paderborn. Durch seine Auftritte in der Westfalenauswahl weckte er das Interesse des FC Schalke 04. Dessen Trainer Fritz Langner drückte ihm nach einem Probetraining zwei Medizinbälle in die Hand und schickte ihn auf eine 400-Meter-Laufstrecke. Da Roggensack lieber Fußball spielen und keine Leichtathletik betreiben wollte, schlug er das Schalker Angebot aus und wechselte zu Borussia Dortmund. Am 18. August 1962 debütierte er in der seinerzeit erstklassigen Oberliga West beim 11:1-Sieg der Borussia gegen den TSV Marl-Hüls. Nach elf Einsätzen und zwei Toren verließ er 1963 die Borussen, die in dieser Saison Deutscher Meister geworden waren. Die Konkurrenz im Dortmunder Sturm mit Spielern wie Timo Konietzka, Lothar Emmerich oder Reinhold Wosab war zu groß und Roggensack wollte häufiger spielen.
Roggensack wechselte daraufhin zu Arminia Bielefeld in die zweitklassige Regionalliga West. Gleich in seiner ersten Saison 1963/64 erzielte Roggensack 20 Tore und wurde zum Publikumsliebling. Die Zuschauer riefen „Zick-Zack-Roggensack“, wenn er über die rechte Seite Angriffe einleitete. Im Sommer 1967 wechselte er zum 1. FC Kaiserslautern in die Bundesliga, wo er zu neun Toren in 32 Spielen kam. Am 16. September 1967 gelang ihm beim 3:0-Sieg über den TSV 1860 München ein Hattrick. In dieser Zeit erhielt Roggensack zwei Einladungen zu Lehrgängen der deutschen Nationalmannschaft. Nach nur einer Saison in der Pfalz kehrte Roggensack nach Bielefeld zurück. In der Saison 1969/70 wurde er mit der Arminia Vizemeister hinter dem VfL Bochum und schaffte in der anschließenden Aufstiegsrunde den Sprung in die Bundesliga. Zwei Jahre später stieg die Arminia wegen der Verstrickung in den Bundesliga-Skandal vom 17. April 1971 zwangsweise ab.
Daraufhin wechselte Gerd Roggensack zum Regionalligisten DJK Gütersloh, mit der er sich 1974 für die neu geschaffene 2. Bundesliga Nord qualifizierte. Nachdem die Gütersloher am Ende der Saison 1975/76 als Vorletzter absteigen mussten, kehrte Roggensack für die Saison 1976/77 zu seinem Heimatverein FC Stukenbrock zurück und spielte in der folgenden Spielzeit in der Landesliga, wo er 1977 seine Karriere beendete. Insgesamt bestritt Gerd Roggensack elf Oberligaspiele und erzielte dabei zwei Tore. In der Bundesliga kam er in 77 Einsätzen auf 19 Tore, in der 2. Bundesliga auf 59 Spiele und zehn Tore sowie auf 237 Regionalligaspiele mit 69 Toren.
Bekannt wurde Roggensack auch als Schütze des Siegtores im Spiel Arminia Bielefeld gegen den FC Schalke 04 am 17. April 1971. Wie sich später herausstellte, war dieses Spiel zwischen den beteiligten Mannschaften abgesprochen, um einen möglichen Abstieg von Bielefeld zu verhindern. Auch im letzten Spiel jener Saison schoss Roggensack am 5. Juni 1971 gegen Hertha BSC das 1:0, das den Klassenerhalt für die Arminia sicherstellte. Einen Tag später wurde der Skandal vom Präsidenten des Absteigers Kickers Offenbach, Horst-Gregorio Canellas, aufgedeckt.

### Trainer
Nach dem Ende seiner aktiven Karriere trainierte Roggensack von 1976 bis 1979 den FC Stukenbrock und die DJK Gütersloh. Von 1979 bis 1984 war er bei Arminia Bielefeld als Assistenz- und Jugendtrainer tätig, bevor er am 23. März 1984 als Nachfolger von Karl-Heinz Feldkamp Cheftrainer wurde. Mit der Arminia wurde Roggensack in der Saison 1984/85 Drittletzter und musste nach der verlorenen Relegation gegen den 1. FC Saarbrücken in die 2. Bundesliga absteigen. Im Februar 1986 musste Roggensack die Arminia verlassen. In der Saison 1986/87 übernahm er den Zweitligisten Eintracht Braunschweig und stieg mit der Mannschaft am Saisonende ab. Im Sommer 1987 übernahm Roggensack den Ligarivalen SG Wattenscheid 09 und verpasste mit seiner Mannschaft in der Saison 1987/88 nur aufgrund der schlechteren Tordifferenz die Relegation zur Bundesliga.
Im Sommer 1989 übernahm er von Sepp Stabel das Traineramt beim Bundesligisten 1. FC Kaiserslautern. Er startete mit zwei Siegen und einem Unentschieden, die den Pfälzern die zwischenzeitliche Tabellenführung brachten. Anschließend rutschte die Mannschaft immer weiter ab und Roggensack musste im Februar 1990 seinen Hut nehmen. Im DFB-Pokal hatte er die „Roten Teufel“ bis ins Halbfinale geführt, bevor die Mannschaft mit seinem Nachfolger Karl-Heinz Feldkamp den Wettbewerb gewinnen sollte. Daraufhin übernahm Roggensack im Sommer 1990 den Zweitligisten Preußen Münster, musste aber im April 1991 vorzeitig gehen. Von 1991 bis 1993 trainierte er den Zweitligisten Fortuna Köln. In der Saison 1993/94 war er beim Bayernligisten SpVgg Unterhaching tätig und schaffte mit der Mannschaft die Qualifikation für die neu geschaffene Regionalliga.
Gerd Roggensack kehrte daraufhin nach Ostwestfalen zurück und übernahm den Oberligisten FC Gütersloh, der am Saisonende aufsteigen sollte. Im April 1995 wechselte er jedoch zum Zweitligisten VfL Wolfsburg, mit dem er das Endspiel um den DFB-Pokal 1994/95 erreichte. Das Spiel im Berliner Olympiastadion wurde jedoch mit 0:3 gegen Borussia Mönchengladbach verloren. Für Gerd Roggensack folgten kurzzeitige Engagements bei den Regionalligisten SV Wilhelmshaven von September bis Dezember 1996 und SC Verl von Januar bis Dezember 1997. In der Saison 1998/99 war er für Arminia Bielefeld als Scout tätig, bevor Roggensack im September 2000 den Oberligisten SpVg Beckum übernahm, den Abstieg am Saisonende aber nicht verhindern konnte.
In der Saison 2001/02 war er beim Oberligisten Kickers Emden tätig, musste aber im Oktober 2001 wegen Erfolglosigkeit seinen Hut nehmen. Im März 2003 übernahm Roggensack den Oberligisten Lüner SV und führte das Team zum Klassenerhalt. Anschließend kehrte Roggensack in seine Heimat zurück. Von 2004 bis 2007 trainierte Roggensack die A-Junioren des FC Stukenbrock, mit denen er in der Saison 2005/06 in die Landesliga aufstieg. Mit Beginn der Saison 2007/08 beerbte er seinen Sohn Oliver als Trainer der ersten Mannschaft des FC Stukenbrock. Nach dem Abstieg des FCS in die Bezirksliga kehrte er zur Saison 2008/09 wieder zu den A-Junioren des Clubs zurück. Ab der Saison 2011/12 trainierte Roggensack die A-Jugend des Bielefelder Kreisligisten SV Ubbedissen 09, bevor er seine Karriere beendete.

## Leben
Gerd Roggensack war verheiratet und hatte zwei erwachsene Kinder. In den 1970er Jahren arbeitete er zeitweilig als Kaufmann im Einzelhandel in der Textilbranche. Sein Sohn Oliver Roggensack bestritt ein Zweitligaspiel für Arminia Bielefeld.
Gerd Roggensack starb am 17. April 2024 nach langer schwerer Krankheit im Alter von 82 Jahren.